# オクルディン

密着結合

オクルディン（英語: occludin）は、細胞間結合の様式の1種であるタイトジャンクション（密着結合）を構成するタンパク質の一つである。

## 構造
オクルディンは約65 kDa（キロダルトン）の膜タンパク質である。細胞膜を4回貫通しており、2つの細胞外ループとN末端とC末端の細胞質テールを持つ。1つ目の細胞外ループはグリシンとチロシンに富む。4回の膜貫通部を含む領域はMARVELドメインと呼ばれる。また、C末端側のOCELドメインでタイトジャンクション裏打ちタンパク質のZO-1と結合する。

## 機能と疾患
オクルディンはタイトジャンクションの構造の形成には必要ないと考えられていたが、ホモログであるトリセルリンと協調してタイトジャンクションストランドの枝分かれの形成に関与し、タイトジャンクションストランドの複雑な網目状ネットワークの構築を通じてバリア機能を強化する働きがあると報告されている。
オクルディンは、先天性の小頭症や頭蓋内の石灰沈着、発育遅滞などの症状を呈するヒト偽TORCH症候群（英語: pseudo-TORCH syndrome）の原因遺伝子である。
オクルディンノックアウトマウスは正常なタイトジャンクション構造を有するが、発育遅滞、雄性不妊、哺育不全、胃上皮の慢性炎症と過形成、脳の石灰化、精巣の萎縮、唾液腺線条部の顆粒の喪失、緻密骨の菲薄化、先天性難聴などの表現型を呈する。
また、クローディン1とともにC型肝炎ウイルスの受容体として知られる。

## 発見の経緯
オクルディンは1993年に京都大学の月田承一郎らのグループによって報告された。